# Gustave Meyrier
 (octobre 2020).
 (octobre 2020).
Gustave Meyrier, né le 24 novembre 1852 à Cuers (Var) et mort le 29 janvier 1930 à Ville-d'Avray (Hauts-de-Seine), est un diplomate français.

## Biographie

### Jeunesse et formation
Né le 24 novembre 1852 à Cuers (Var), Gustave Meyrier est issu d’une famille de notables de Cuers et de Saint-Tropez. Il est le fils de Henri Meyrier, propriétaire terrien et notaire à Cuers, et de Héloïse Cazon.
Après avoir obtenu son baccalauréat littéraire à Toulon en 1870, il entre à l’étude de son père comme second clerc. Il s’engage pour un an en 1873 au 12erégiment d’infanterie de ligne de Toulon et en sort caporal. En mai 1874, il se bat en duel à l’épée à Monaco contre un conseiller général du Var qui avait attaqué de façon répétée dans la presse les actes de son père alors maire de Cuers.
À cette époque, Gustave Meyrier envisage de reprendre l’étude de son père. Mais la ruine de ce dernier en 1874 consécutive à l’épidémie du phylloxera conduit à l’installation de la famille à Constantinople (Empire ottoman) et vient bouleverser ses plans.

### Une carrière diplomatique sur plusieurs continents[évasif]

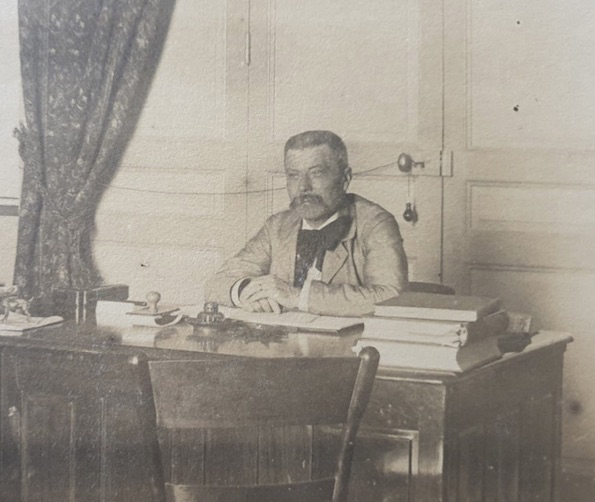
Gustave Meyrier vers 1890.

Gustave Meyrier entre à la chancellerie du consulat de France de Constantinople en juillet 1875 en tant que commis de chancellerie et devient chancelier en 1882.
Il est successivement en poste à Tampico (Mexique), La Havane (Cuba), Sofia (Bulgarie), au Tonkin (Indochine), où il est vice-résident et remplit les fonctions de chef de cabinet du résident général, puis à La Nouvelle-Orléans (États-Unis d’Amérique).

### Les massacres en Arménie
Gustave Meyrier est nommé vice-consul de France à Diarbékir (Empire ottoman) le 15 janvier 1894. Dès son entrée en fonction, il assiste à une montée des tensions entre musulmans et chrétiens et en rend compte à Paul Cambon, l’ambassadeur de France à Constantinople. Afin d’essayer de ramener le calme, il multiplie les interventions et les protestations auprès du vali. À la fin du mois de mars, il indique à Cambon qu’il pense qu’une action plus forte auprès de la Sublime Porte est nécessaire afin de juguler la montée des violences et suggère notamment que le commissaire de police montrant une hostilité systématique envers les chrétiens et le vali soient remplacés.

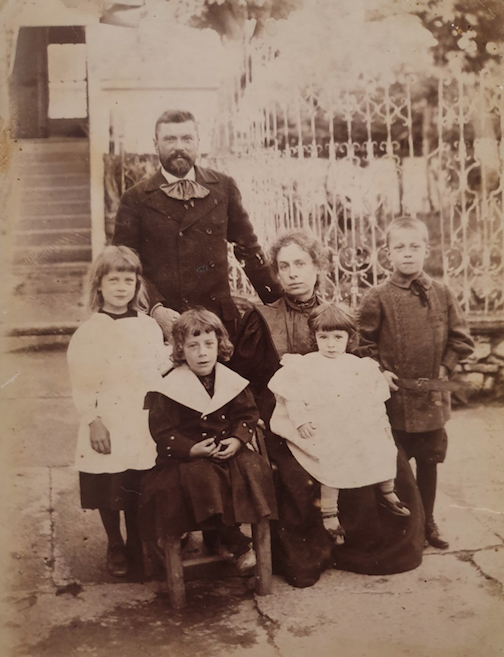
Gustave et Hélène Meyrier et leurs quatre premiers enfants en 1896

Le 1er novembre 1895, les massacres d’Arméniens se déclenchent dans la ville. Gustave Meyrier se retranche dans le consulat et décide de donner asile aux Arméniens persécutés. Ils sont plus d’un millier à trouver refuge au consulat pendant toute la durée des violences,. Par cinq fois des bandes armées tentent d’envahir le consulat sans succès. Le 2 novembre, il télégraphie à Paul Cambon : « La ville est à feu et à sang. Sauvez-nous. » et donne l’ordre à son garde de tuer sa femme et ses enfants au cas où le consulat serait envahi afin de leur éviter un sort plus dramatique. À partir du 4 novembre, les massacres cessent peu à peu.
Le bilan est terrible : d’après les chiffres que recueille Gustave Meyrier, on comptabilise « dans le seul sandjak de Diarbékir plus de 30 000 morts, 119 villages détruits ou brûlés », ainsi qu’une cinquantaine de jeunes filles enlevées dans la ville de Diarbékir elle-même, alors que le total des pertes subies dans les villages et les parties rurales du vilayet reste « incalculable ». Les historiens contemporains évaluent le nombre de morts à Diarbékir à environ 25.000.
Au lendemain des massacres, Gustave Meyrier se consacre à la distribution des aides provenant d’Europe rassemblées par l’ambassade de France à Constantinople et se charge de l’organisation des opérations de recherche et de libération de femmes et d’enfants chrétiens qui avaient été enlevés par des Kurdes pendant les massacres et parfois convertis de force à l’Islam.
En avril 1896, son épouse, Hélène Meyrier, conduit, au péril de sa vie, à travers un pays en proie aux troubles, trois cents chrétiens jusqu’à Alexandrette, sur la côte méditerranéenne de la Turquie, d’où ils s’embarquent pour l’exil à travers le monde. Peu après, Gustave Meyrier, sollicite un changement de poste et est nommé consul à Andrinople (Empire ottoman) en juin 1896.
En France, les massacres arméniens ont un grand retentissement dans l’opinion publique et donnent lieu à un débat sur la politique de la France vis-à-vis de l’Empire ottoman. La publication par le gouvernement français du Livre Jaune, qui rassemble un certain nombre de dépêches échangées entre l’ambassade de France et les consuls, celle du livre de Victor Bérard, La politique du Sultan, les articles parus dans la presse, notamment sous la plume de Georges Clémenceau, d’Ernest Lavisse, de Charles Péguy, le discours prononcé par Denys Cochin à la Chambre des députés le 22 février 1897, mettent plus particulièrement en lumière la qualité de témoin essentiel des massacres de Gustave Meyrier et sa conduite héroïque.

### Consul en Égypte
La suite de sa carrière conduit Gustave Meyrier et sa famille à Port-Saïd (Égypte), ville qui doit alors son importance au canal de Suez dont elle est le débouché, où il est nommé consul en 1906 et consul général en 1912.
Il prend sa retraite en 1913, et reste avec sa famille plusieurs années à Port-Saïd où il exerce la fonction de consul de Belgique.

### Dernières années à Ville-d’Avray
Après son retour en France dans les années 1920, Gustave Meyrier et sa famille s’installent à Ville-d'Avray (Hauts-de-Seine), au 33, avenue de Balzac. Ils se lient d’amitié avec Rosemonde Gérard et Jean Rostand et leur cercle parmi lesquels Anna de Noailles, Georges Duhamel, Albert Pigasse.
Gustave Meyrier meurt chez lui le 29 janvier 1930 et est enterré au cimetière de Ville-d’Avray.

## Distinctions
- Chevalier de la Légion d'honneur
- Médaille d’honneur en or et félicitations du Gouvernement de la République
- Officier de l'ordre du Dragon d'Annam
- Chevalier commandeur de l’Ordre de Saint-Grégoire-le-Grand
- Commandeur de l’Ordre du Médjidié 3e classe de l’Osmanié

## Famille
Gustave Meyrier épouse Hélène MacNamara à Constantinople en 1888.
Ils ont dix enfants : Henri (1889-1899), Marguerite (1890- ?), Jacques (1892-1962), Louis (1895-1972), Marie (1897- ?), Charles (1899-1997), Paul (1901-1979), Hélène (1904-1971), Marcel (1907-1973) et René (1908- ?)[réf. nécessaire].

## Publications
- Gustave Meyrier, Les massacres de Diarbékir : correspondance diplomatique du vice-consul de France, présentée et annotée par Claire Mouradian et Michel Durand-Meyrier, Paris, L'inventaire, 2000  (ISBN 2-910490-30-0) (publication posthume).